# Доманский, Курт
Курт Доманский (нем. Kurt Domansky) (13 июня 1892, Nowy Port, Пруссия — 26 апреля 1945) — немецкий генерал, участник Первой и Второй мировых войн. Командовал несколькими дивизиями на Восточном фронте. Погиб на Восточном фронте в 1945 году.

## Биография
Родился 13 июня 1892 в Нойфарвассере. 14 марта 1911 он вступил в армию в качестве фенриха. 22 мая 1912 года был произведен в лейтенанты. Вернулся на службу 22 июля 1938 года в 98-й артиллерийский полк. 1 июля 1938 года он был произведен в подполковники. С 12 января 1940 года по 24 мая 1943 года командовал 222-м артиллерийским полком. С 1 июля 1941 года он был произведен в полковники. С 26 июля 1943 года командовал 122-м артиллерийским полком, позднее 401-м артиллерийским командованием. С 1 сентября 1944 командовал 93-й пехотной дивизией. С 9 ноября 1944 года он был произведен в генерал-майоры. Командовал 50-й пехотной дивизией. Погиб в бою 26 апреля 1945 года.
Послужной список на основе данных Bundesarchiv, BArch MSG 109/498.